# Purwosono
Purwosono is een bestuurslaag in het regentschap Lumajang van de provincie Oost-Java, Indonesië. Purwosono telt 3848 inwoners (volkstelling 2010).